# Erzbistum Rennes
Das Erzbistum Rennes, auch Erzbistum Rennes, Dol und Saint-Malo (lateinisch Archidioecesis Rhedonensis (, Dolensis et Sancti Maclovii)) ist ein im Westen des Landes gelegenes Erzbistum der römisch-katholischen Kirche in Frankreich mit Sitz in Rennes.

## Geschichte
Seit dem 3. Jahrhundert ist Rennes Bischofssitz. Im Mittelalter war Rennes Krönungsort der Herzöge der Bretagne. Mit dem Konkordat von 1801 sind die Diözesen Dol und Saint-Malo aufgelöst und größtenteils dem Bistum Rennes zugeschlagen, das zudem die Rechtsnachfolge antrat. Seit 1859 ist das Bistum von Rennes im Range eines Metropolitanbistums mit zunächst drei, seit dem Jahr 2002 sogar acht Suffragansitzen.
Aktueller Bischof ist seit seiner Ernennung 2007 Pierre d’Ornellas.
Gliederung der Kirchenprovinz Rennes von 1859 bis 2002:
- Erzbistum Rennes

1. Bistum Quimper
2. Bistum Saint-Brieuc
3. Bistum Vannes

Gliederung der Kirchenprovinz Rennes seit 2002:
- Erzbistum Rennes

1. Bistum Angers
2. Bistum Laval
3. Bistum Le Mans
4. Bistum Luçon
5. Bistum Nantes
6. Bistum Quimper
7. Bistum Saint-Brieuc
8. Bistum Vannes

|  |  |